# Fletcher Cox
Fletcher Cox (Yazoo City, 13 dicembre 1990) è un ex giocatore di football americano statunitense che ha militato nel ruolo di defensive tackle per tutta la carriera con i Philadelphia Eagles della National Football League. Fu scelto dagli Eagles come 12º assoluto nel Draft NFL 2012. Al college ha giocato a football a Mississippi State.

## Carriera

### Philadelphia Eagles
I Philadelphia Eagles scambiarono la loro 15ª scelta assoluta con la dodicesima dei Seattle Seahawks per arrivare a scegliere Cox nel draft 2012. Egli fu il giocatore dei Mississippi State Bulldogs scelto più in alto dai tempi di Michael Haddix nel 1983. Il 18 giugno, Cox firmò un contratto quadriennale con la franchigia i cui estremi non furono rivelati.
Il 9 settembre, nel debutto da professionista, Cox mise a segno due tackle e il suo primo sack nella vittoria degli Eagles 17-16 sui Cleveland Browns. Nel turno successivo, gli Eagles vinsero contro i Baltimore Ravens: Fletcher mise a segno 5 tackle. Il 14 ottobre, Cox fu espulso e multato di 21.000 dollari per aver fatto a pugni contro un giocatore nella gara contro i Detroit Lions.
La sua stagione da rookie si concluse giocando 15 partite, 9 delle quali come titolare, con 39 tackle, 5,5 sack e un fumble forzato. Nella sua successiva disputò tutte le 16 gare della stagione regolare come titolare con 41 tackle e 3 sack. Nel 2014 fu inserito nel Second-team All-Pro dopo avere fatto registrare un nuovo primato personale di 61 tackle, oltre a 4 sack
Nel quinto turno della stagione 2015, Cox disputò una prova dominante contro i New Orleans Saints, facendo registrare 6 tackle, 3 sack e 2 fumble forzati, di cui uno recuperato, che gli valsero il premio di miglior difensore della NFC della settimana. A fine stagione fu convocato per il primo Pro Bowl in carriera ed inserito nel Second-team All-Pro. Nel 2016 fu convocato per il secondo Pro Bowl consecutivo, selezione avvenuta anche l'anno successivo Nel divisional round dei playoff 2017-2018 Cox mise a segno un sack contro gli Atlanta Falcons che portò gli Eagles in finale di conference. Il 4 febbraio 2018 allo U.S. Bank Stadium di Minneapolis partì come titolare nel Super Bowl LII vinto contro i New England Patriots per 41-33, il primo trionfo della storia della franchigia.
Nell'ultimo turno della stagione 2018 Cox fu premiato come difensore della NFC della settimana dopo avere messo a segno 4 tackle con perdita di yard, 3 sack e un fumble forzato nella vittoria sui Washington Redskins. Chiuse così con un nuovo primato personale di 10,5 sack, venendo convocato per il quarto Pro Bowl consecutivo ed inserito nel First-team All-Pro.
Nel 2020 Cox fu convocato per il suo sesto Pro Bowl (non disputato a causa della pandemia di COVID-19) dopo avere fatto registrare 41 placcaggi e 6,5 sack.
Il 12 febbraio 2023 Cox partì come titolare nel Super Bowl LVII ma gli Eagles furono sconfitti per 38-35 dai Kansas City Chiefs.
Il 15 marzo 2023 Cox firmó con gli Eagles un rinnovo di un anno del valore di 10 milioni di dollari.
Il 10 marzo 2024 Cox annunciò il ritiro.

## Palmarès

### Franchigia
- Super Bowl : 1

Philadelphia Eagles: LII
- National Football Conference Championship: 2

Philadelphia Eagles: 2017, 2022

### Individuale
- Convocazioni al Pro Bowl: 6

2015, 2016, 2017, 2018, 2019, 2020
- First-team All-Pro: 1

2018
- Second-team All-Pro: 3

2014, 2015, 2017
- Difensore della NFC del mese: 1

settembre 2016
- Difensore della NFC della settimana: 2

5ª del 2015, 17ª del 2018
- PFWA All-Rookie Team - 2012
- Formazione ideale della NFL degli anni 2010